# 亞納奧爾科山 (聖佩德羅德科里斯-拉克羅哈)
12°37′10″S 74°27′03″W / 12.61944°S 74.45083°W
亞納奧爾科山（Yanaorco），是秘魯的山峰，位於該國中南部萬卡韋利卡大區，由聖佩德羅德科里斯區和拉克羅哈區負責管轄，屬於安地斯山脈的一部分，海拔高度4,400米。